# Płaksa i Wesołowski
Płaksa i Wesołowski – jednoaktowa komedioopera (wodewil) Ludwika Adama Dmuszewskiego z 1817 r. Premiera w Teatrze Narodowym w Warszawie odbyła się w marcu 1818 r.

## Pierwowzór
Komedioopera Ludwika Adama Dmuszewskiego oparta jest na motywach francuskiego utworu pt. Jean qui pleure et Jean qui rit (aut.  Ch. A. Sewrin, N. Brazier).

## Treść
Utwór przedstawia dwóch sąsiadów o skrajnie różnych charakterach: Wesołowski jest skrajnym optymistą (weseli się nawet na wiadomość o śmierci ostatniego barana w owczarni), natomiast Płaksa wciąż się smuci (mimo że Wesołowski stale uświadamia mu, że ma dobre zdrowie, kochającą żonę i zyski z najmu kamienicy). Perypetie bohaterów związane są z uczuciem romantycznym, które połączyło ich dzieci: Aurorę i Józia.